# 瓦尔弗尔代
瓦尔弗尔代，是匈牙利佐洛州所辖的一个村，总面积14.87平方公里，总人口207，人口密度13.9人/平方公里（2010年1月1日）。